# San Juan Zitlaltepec
San Juan Zitlaltepec es una localidad en el norte del término municipal de Zumpango, en el Estado de México, México.

## Límites
Colinda al oeste con el pueblo de Xalpa y al sur con el Lago de Zumpango, al este con la Colonia Wenceslao Labra, del municipio de Tequixquiac y al norte con el cerro de la Estrella. 

## Población
Es una de las localidades más pobladas del municipio de Zumpango, cuenta con 19,600 habitantes, según el censo del año 2010.

## Toponimia
El nombre de la localidad es de origen náhuatl, proviene de zitlalli (estrella) y tepetl (cerro); Lugar en el cerro de la estrella, su santo patrón es San Juan Bautista, llamando a la localidad como San Juan Zitlaltepec.
Figuras.

## Geografía física
La geografía de San Juan Zitlaltepec está conformada por cerros de baja altura y pequeños lomeríos separados por arroyos que se extienden hacia la rivera del Lago de Zumpango, la localidad es el extremo norte del Valle de México.
- Latitud: 19° 48′ 33″ N
- Longitud: 99° 08′ 49″ O

San Juan Zitlaltepec se encuentra a una altitud de 2 300 metros sobre el nivel del mar, a un costado del cerro de la Estrella; su clima es seco con abundantes lluvias en verano y ocasionales heladas en invierno, en el Lago de Zumpango es la zona hidrológica donde existe mayor concentración de agua en el municipio de Zumpango.

## Cultura
San Juan Zitlaltepec es una de las comunidades más grandes y pobladas del municipio de Zumpango, es un pueblo con una gran cultura ya que existen muchas tradiciones y es conocido a nivel nacional por sus tradicionales gorditas de pollo en salsa verde sus quesadillas de chicharrón y por sus sopes de suadero, además que los pobladores son gustosos de la música sonidera y que la mayoría de personas se dedican a la albañilería y a la venta de las tortillas de comal.